# Star Wars Jedi Knight II: Jedi Outcast
Star Wars Jedi Knight II: Jedi Outcast – gra komputerowa, będąca połączeniem strzelanki pierwszoosobowej z grą akcji, osadzona w uniwersum Gwiezdnych wojen. Jest trzecią częścią serii Star Wars: Jedi Knight. Została wyprodukowana przez Raven Software i wydana przez LucasArts. Wersja na Microsoft Windows została wydana na początku 2002 roku, natomiast edycje na OS X, Xboksa i GameCube’a pod koniec tego samego roku. 24 września 2019 ukazała się wersja na platformach PlayStation 4 oraz Nintendo Switch.
Rozgrywka może się odbywać w dwóch trybach – fabularnym dla jednego gracza i trybie wieloosobowym, przy wykorzystaniu sieci lokalnej lub internetu. Jak w poprzedniej części, bohaterowie mogą korzystać z mieczy świetlnych, broni palnej, a także Mocy. Głównym bohaterem gry jest Kyle Katarn, protagonista poprzednich części serii, który walczy z wysłannikiem ciemnej strony Mocy, Desannem oraz jego zwolennikami. Katarn razem ze swoją partnerką, Jan Ors, wykonuje misje dla Nowej Republiki jako agent i komandos.
Gra została dobrze przyjęta przez krytyków branżowych, uzyskując według agregatora Metacritic średnią ocen wynoszącą od 75 do 89% w zależności od platformy.

## Fabuła
Początek gry – Kyle i Jan otrzymują zadanie zbadania pozornie opustoszałej bazy imperialnej w systemie Kejim. Prosta misja okazuje się nie tylko trudniejsza niż przewidywano, ale  wprowadza też dwoje bohaterów na trop poważniejszej intrygi.
Po wykonaniu misji na Kejim, Kyle udaje się wraz z Jan na planetę Artus Prime. Tam walczy z dwojgiem mrocznych Jedi – Tavion oraz jej mistrzem, Desannem. W trakcie starcia Jan zostaje porwana, jednak Kyle myśli, że ona nie żyje. Katarn, pomimo swoich wysiłków, nie jest w stanie pokonać Desanna. Rozgoryczony udaje się do Doliny Jedi, a następnie do Akademii Jedi na Yavinie 4, by odzyskać umiejętność posługiwania się Mocą i miecz świetlny oraz stać się „godnym przeciwnikiem” dla Desanna.
Śledząc działania sprzymierzeńców Desanna na Nar Shaddaa, Kyle spotyka Lando Calrissiana, z którym następnie udaje się na Bespin, aby pomóc mu w wygnaniu stamtąd powiązanych z mrocznym Jedi spiskowców. Tam stacza zwycięski pojedynek z Tavion i dowiaduje się, że Jan wciąż żyje – mroczna Jedi upozorowała jej śmierć po to, by Kyle udał się do Doliny Jedi i wyjawił jej położenie śledzącemu go Desannowi.
Dzięki informacjom uzyskanym na Bespinie, Katarn dostaje się do tajnej bazy imperialnego admirała Galaka Fyyara, gdzie spotyka poszukującego Desanna Luke’a Skywalkera. Dowiaduje się tam, że Desann zaplanował stworzenie armii tzw. „odrodzonych” – mrocznych Jedi sztucznie obdarzonych umiejętnością posługiwania się Mocą – i właśnie do tego celu potrzebował Doliny Jedi. Aby wzmocnić oddziały spiskowców, Fyyar, dzięki wykorzystaniu cortosis, zaprojektował specjalną zbroję dla elitarnych Odrodzonych, częściowo odporną na ciosy miecza świetlnego. Republikański komandos dostaje się na pokład wypełnionego wojskiem i sprzętem desantowym okrętu flagowego Fyyara, Doomgivera, na krótko przed jego odlotem.
Po przylocie okazuje się, że Desann i jego odrodzeni, wspierani przez flotę i oddziały dowodzone przez Fyyara, przygotowywali atak na Akademię Jedi na Yavinie IV. Wywiązuje się walka w przestrzeni kosmicznej i na powierzchni planety. Dzięki pomocy Kyle’a, który dezaktywuje osłony flagowego okrętu Imperium, Doomgiver zostaje zniszczony przez pilotów z Eskadry Łotrów. Katarnowi udaje się pokonać imperialnego admirała i przy pomocy kapsuły uciec wraz z uwolnioną Jan z pokładu okrętu, na chwilę przed jego eksplozją. Katarn ląduje na powierzchni Yavina IV i podejmuje walkę z oddziałami desantowymi, przedzierając się w kierunku Akademii. Ostateczne starcie między Katarnem a mrocznym Jedi ma miejsce w podziemiach świątyni na Yavinie IV. Podczas starcia Desann ginie, a Kyle decyduje się powrócić do Zakonu.

## Rozgrywka
Rozgrywka Jedi Outcast jest podobna do tej znanej z poprzedniej odsłony. W trybie dla jednego gracza kampania jest prowadzona w liniowy sposób, a w trakcie gry spotkać można przyjaznych i wrogich NPC. Wrogowie są najczęściej zabijani przy pomocy blasterów, mieczy świetlnych czy Mocy, a przyjaźni NPC pomagają graczowi. Rozgrywka skupiona jest na walce, jednak gra oferuje także zagadki, które należy rozwiązać dla ciągłości fabuły. Tryb dla jednego gracza obejmuje również sekwencje, w których pod kontrolę oddawane są wieżyczki strzelnicze, chociaż sytuacje takie należą do rzadkości. Gracz ma możliwość przełączania trybu widoku pomiędzy perspektywą pierwszoosobową a trzecioosobową.
Po pierwszych kilku misjach w Jedi Outcast gracz może używać miecza świetlnego. Jak w filmach, miecze świetlne mogą być wykorzystywane do odbijania strzałów z blasterów. Gra oferuje dostęp do trzech stylów miecza, w miarę postępu rozgrywki. Każdy styl jest inny pod względem szybkości ataków i ilości zadawanych obrażeń. Istnieje wiele combo, które można stosować na wybrany styl miecza.
Wraz z mieczem świetlnym gracz uzyskuje dostęp do mocy. Są one dostępne zarówno w kampanii, jak i grze przez internet. Wykorzystanie mocy jest ograniczone przez „Force Meter”. Liczba mocy i uprawnień w trybie jednego gracza wzrasta w miarę rozgrywki. „Poziom” mocy zależy od jej siły i ilości „energii” potrzebnej do jej wykonania. Tryb wieloosobowy dzieli graczy na stronnictwo jasnej i ciemnej strony mocy, zespoły te konkurują przeciwko sobie w rozgrywkach o zróżnicowanym trybie. Każda strona ma dostęp do „neutralnych” mocy, które skupione są na prędkości i manewrowości. Jak w poprzedniej grze, moce jasnej strony koncentrują się na ochranianiu i leczeniu, a moce ciemnej są agresywne. W poprzedniej części, Kyle nie wybiera pomiędzy stronami w kampanii, zamiast tego wybiera obydwie ścieżki.
Jedi Outcast zawiera zestaw wieloosobowych trybów gry. Na PC i Macintoshu mogą być one rozgrywane przez sieć lokalną lub internet, występuje jednak limit dwóch graczy na konsoli. Istnieje wiele odmian trybów gry (np. FFA, TFFA oraz CTF), które mogą być rozegrane z innymi graczami, botami, lub obydwoma. Jednakże, niektórzy gracze podjęli grę powyżej tego poziomu w trybie gry wieloosobowej, rytuały dostosowania, takie jak „kłanianie” (kucanie i kłanianie głową w dół przed pojedynkiem). Niektóre klany przejęły nawet filmowy motyw podziału na mistrzów i uczonych przez nich padawanów.

## Produkcja i wydanie
17 maja 2001 roku na E3 2001, LucasArts ogłosiło, że Raven Software rozwija trzecią grę z serii Star Wars Jedi Knight. Zostały podane niektóre szczegóły fabuły, takie jak miejsca występujące w grze: Cloud City, Yavin IV i Księżyc Przemytników. Następnego dnia na E3, LucasArts pokazało demonstrację gry, prezentując miecz świetlny, moce, czy system, w którym gracz może zagrać z NPC. Podane zostały także informacje techniczne – gra korzysta ze zmodyfikowanego silnika z gry Quake III: Arena oraz z systemu animacji GHOUL 2, którego użyto chociażby w Soldier of Fortune II: Double Helix. Zwiększono liczbę wyświetlanych wielokątów grafiki 3D. Grę zaprezentowano również podczas QuakeCon 2001, gdzie przedstawiono AI w roli przeciwnika. LucasArts ogłosił, że gra będzie zawierać tryb rozgrywki wieloosobowej, choć ze względu na wczesne stadium produkcji podano niewiele informacji na ten temat.
17 lipca 2001, kierownik rozgrywki wieloosobowej Pat Lipo utworzył post na swoim pliku .plan, ujawniając, że Rich Whitehouse został dodany do drużyny projektu rozwojowego rozgrywek wieloosobowych botów. Whitehouse podjął się walki z kodem tej rozgrywki, a następnie został uznany za jej jedynego programistę.
16 stycznia 2002 roku wystartowała nowa strona internetowa dla Jedi Outcast. Zawierała przegląd gry i informacje dotyczące postaci w grze, broni oraz mocy. Udostępnione zostały tapety do ściągnięcia, FAQ, screenshoty, oraz obrazy postaci gracza. Trailer został zrealizowany 8 lutego, pokazując rozgrywkę, bronie oraz postacie.
LucasArts ogłosił 13 marca 2002, że gra była na ścieżce wersji stabilnej. Dwa dni później, LucasArts ogłosił, że Jedi Outcast jest w wersji stabilnej. Gra była gotowa do sprzedaży 29 marca 2002 w cenie detalicznej 49.99 USD. Został wydany również nowy trailer. Jedi Outcast zostało wydane 29 marca 2002.
Oprogramowanie umożliwiające tworzenie modyfikacji do gry wydano 22 kwietnia 2002. Zawierało ono edytor poziomów, kompilator map, wyświetlacz modeli w 3D oraz edytor i wyświetlacz shaderów. Od czasu wydania, wiele modyfikacji pojawiło się w serwisie FileFront. Wersja demonstracyjna gry została wydana 10 maja 2002. Zawierała ten sam poziom co niekompletna wersja z E3 2001, poziom ten nie pojawił się w wersji finalnej. Zostały wydane dwa patche: wersja 1.03 i 1.04.
Podczas E3 2002, przedstawiciele LucasArts ogłosili, że Jedi Outcast będzie dostępny również na GameCube oraz Xboksie. 31 maja 2002 twórcy ogłosili, że wydana zostanie również wersja na Macintosha. Została wydana 5 listopada 2002, a na Xboksa i GameCube’a 20 listopada w Północnej Ameryce i 2 dni później w Europie.
16 września 2009 grę udostępniono na platformie Steam.
24 września 2019 wydano port na konsole PlayStation 4 oraz Nintendo Switch.

## Odbiór gry
Gra spotkała się z pozytywnym przyjęciem krytyków. Średnia z 35 recenzji wynosi 89/100 punktów według serwisu Metacritic.
Redaktor serwisu IGN chwalił grę, opisując ją jako nie tylko najlepszą z gier w świecie Gwiezdnych wojen, ale również najlepszą grę akcji. Wyraził uznanie jeśli chodzi o dojrzałość rozgrywki, atrakcyjną szatę graficzną i dobrze zaprojektowane poziomy. Skrytykował jednak zagadki, interfejs miecza świetlnego oraz to, że „gra zaczyna się za wolno”. Pomimo tego, przyznano ocenę 9/10 i nagrodę „wybór redakcji”. Gra otrzymała ocenę 9,5/10 w serwisie Game Informer, recenzent stwierdził: „bez wątpienia, Jedi Outcast to najprzyjemniejsza i najlepiej zrealizowana gra Star Wars wydana do tej pory”.
Wielu recenzentów wysuwało podobne zarzuty co do początku gry i zagadek. Redaktor strony Game Over Online przyznał ocenę wynoszącą 93%, będąc pod wrażeniem intensywności rozgrywki oraz poziomu trudności zagadek. Recenzent GameSpotu wśród wad wymienił zbyt wolny początek i za dużą liczbę zagadek do rozwiązania, jednak stwierdził, że mocną stroną gry są ciekawe walki. Redaktor serwisu G4tv.com ocenił grę negatywnie i określił ją „zakłóceniem mocy”. Skrytykował projekt poziomów, przechodzenie których wywoływało frustrację gracza oraz niezadowalający tryb wieloosobowy. Pochwalił jednak oprawę graficzną i ciekawą fabułę. Ostatecznie wystawił ocenę 2/5.
Wersje na Xboksa oraz GameCube’a również otrzymały pozytywne opinie. „Official Xbox Magazine” określił wersję na Xboksa mianem „fantastycznej”, z kolei redaktor IGN-a stwierdził, że jest to najlepsze doświadczenie Gwiezdnych wojen na tej konsoli. Louis Bedigian z serwisu GameZone wysoko ocenił wersję na GameCube’a. Scott Steinberg z serwisu GameSpy negatywnie ocenił jednak jakość portu na GameCube’a, a Justin Nation z Nintendo World Report skrytykował sterowanie i poziom graficzny.